# 4077 Асука
4077 Асука (4077 Asuka) — астероїд головного поясу, відкритий 13 грудня 1982 року.
Тіссеранів параметр щодо Юпітера — 3,211.